# Tour de l'Horloge (Issoire)
Pour les articles homonymes, voir Tour de l'Horloge.
La Tour de l'Horloge d'Issoire, construite au XIVe siècle et rénovée au XIXe siècle, accueillait l'ancien beffroi de la ville. Elle accueille aujourd'hui des expositions temporaires à dominante scientifique et technique.

## Histoire
La Tour de l'Horloge aurait été construite à l'initiative des frères Austremoine et Antoine Bohier, marchands et consuls d'Issoire. À l'origine, elle est conçue comme un beffroi. Sa construction est finalisée en 1480 et elle sert pendant plusieurs siècles de tour de guet, de maison communale, de mairie et de clocher.
Le toit de la tour s'envole en 1708, puis la façade s’effondre "quelques années plus tard", avant d'être reconstruite.
Un théâtre à l'italienne est installé dans la tour en 1839. Il sera actif jusqu'en 1949.
D’importants travaux de rénovation sont réalisés en 1999 et la tour devient un lieu culturel et touristique.

## Usage actuel
La municipalité d'Issoire, qui veut faire de la Tour de l'Horloge un "équipement muséographique à vocation touristique et culturelle", accueille en son sein des expositions temporaires à dominante scientifique et technique, ainsi que des projections, ateliers et spectacles.
L'accès au belvédère est possible et offre une vue sur les paysages alentours ainsi que sur les toits et clochers de l'abbatiale Saint-Austremoine.